# Thomas Jefferson Rusk

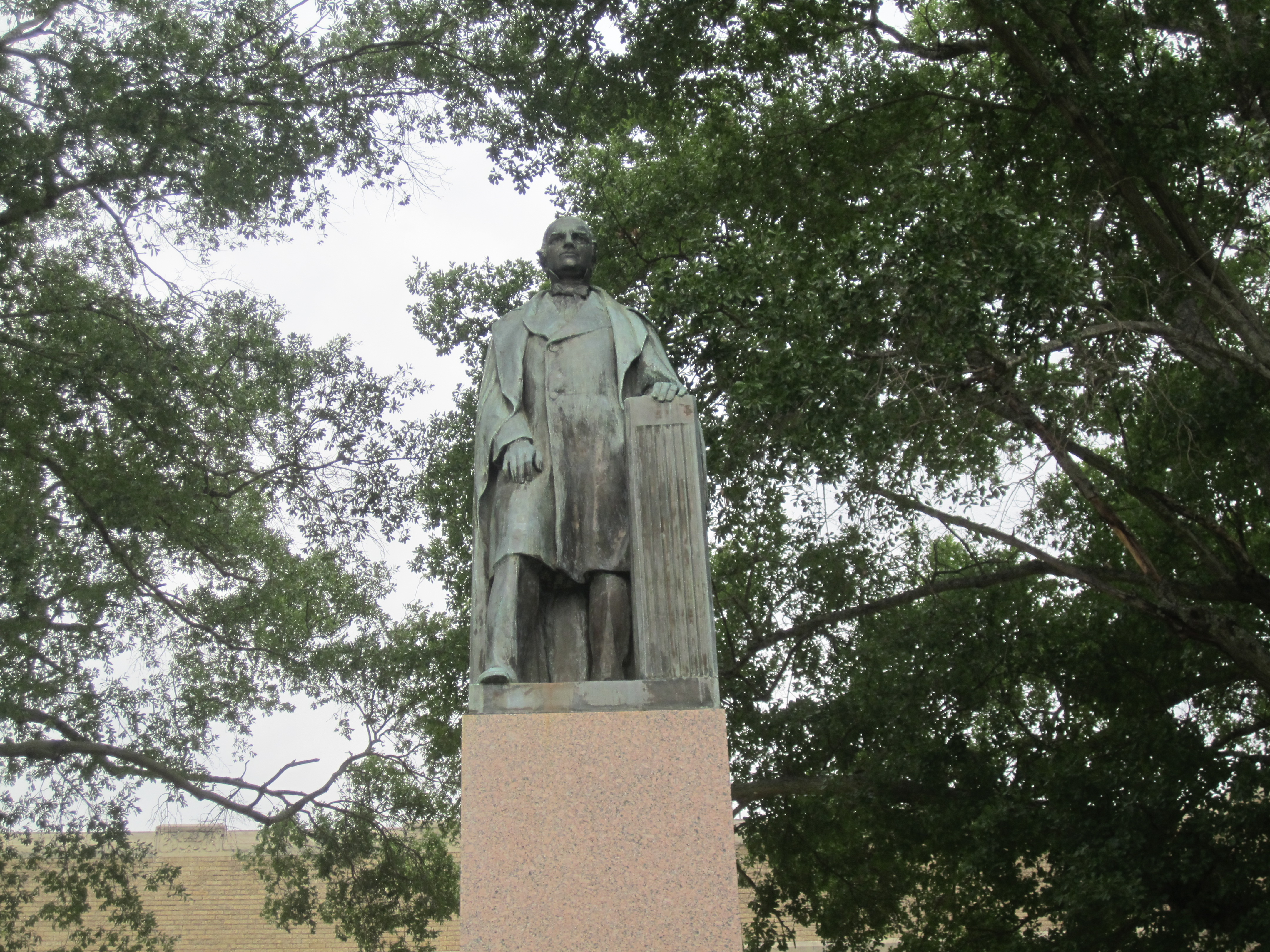
Estatua de Thomas Jefferson Rusk en el condado de Rusk, Texas. Palacio de justicia, Henderson, Texas

Thomas Jefferson Rusk (5 de diciembre de 1803 - 29 de julio de 1857) fue un político y militar estadounidense líder en la formación de la república de Texas, en la cual se desempeñó como secretario de guerra. Actuó como general en la batalla de San Jacinto. Más tarde fue senador de los Estados Unidos representando al estado de Texas, de 1846 hasta su suicidio en 1857. Fue presidente del senado estadounidense este último año. 

## Datos biográficos
Rusk nació en Pendleton (Carolina del Sur). Hijo de un albañil llamado John Rusk y de Mary Sterritt Rusk. Estudió la carrera se leyes e inició su práctica profesional en Clarkesville, Georgia. En 1827, se casó con Mary F.(Polly) Cleveland, hija del general John Cleveland. Rusk se asoció a los negocios de su suegro e invirtió importantes recursos en operaciones mineras. En 1834, los administradores de la empresa en donde había invertido cometieron un fraude y huyeron hacia la región de Texas, entonces bajo dominio de México. Rusk los persiguió hasta Nacogdoches pero no pudo recuperar su dinero.

## Independencia de Texas
Rusk decidió quedarse a vivir en Texas. Se naturalizó mexicano en 1835. Solicitó derechos de colono y le pidió a su familia que se reuniera con él. Después de escuchar las opiniones que algunos de los habitantes de Nacogdoches tenían sobre el gobierno despótico de México, Rusk se involucró en el movimiento independentista. Reunió un grupo de gente que se incorporó a las fuerzas de Sam Houston quien había actuado como enganchador de colonos y agente del esclavismo estadounidense en el proceso de expansión territorial que favoreció la lucha texana por su independencia. Rusk, sin embargo, abandonó pronto el ejército y la actividad bélica propiamente dicha aunque poco después actuó directamente en algunos otros episodios de guerra.
El gobierno provisional de Texas nombró a Rusk inspector general del ejército en el distrito de Nacogdoches. Fue también delegado de este distrito a la convención de 1836, en la que firmó la declaración de independencia del territorio y se integró a los comités encargados de redactar la constitución de la república de Texas. El gobierno interino de la nueva república, que se instaló el 17 de marzo de 1836, designó a Rusk como su secretario de Guerra. Al conocer la noticia de que El Álamo había caído y que las tropas de México se movían hacia el Este, Rusk colaboró con el presidente David Burnet en el traslado del gobierno texano hacia Harrisburg (Texas). 
En la batalla de Coleto ocurrida del 19 de marzo al 20 de marzo de 1836 las tropas federales del general José Urrea derrotaron a  los rebeldes texanos comandados por el coronel James W. Fannin quien después fue fusilado junto con algunos de sus soldados. Tras este triunfo de las fuerzas mexicanas y derrotado también el ejército de Texas en la batalla de Goliad, Burnet envió a Rusk con instrucciones para Sam Houston de enfrentar a las tropas mexicanas. Rusk participó en la derrota de Antonio López de Santa Anna el 21 de abril de 1836, en la batalla de San Jacinto. De mayo a octubre de ese mismo año, se desempeñó como comandante en jefe del ejército de la república texana con el rango de general brigadier. En ese carácter siguió a las tropas de México hacia el Oeste cuando estas se retiraron del territorio de Texas hasta cruzar el río Bravo.

## República de Texas
Ya instituida la república de Texas, el presidente Sam Houston designó a Rusk como su secretario de Guerra, pero después de algunas semnas de ejercer el cargo, este renunció para atender asuntos personales. Sin embargo, representó a la población de Nacogdoches en el segundo congreso de la república que tuvo lugar entre 1837 y 1838. Rusk fue un masón perteneciente a la logia de Milam número 40 y también fue fundador de la gran logia de Texas, organizada en Houston el 20 de diciembre de 1837.I
Fue elegido al congreso estatal y ahí presidió el comité de lo militar. Presentó entonces una iniciativa de ley para crear una milicia del estado en Nacogdoches que superó el veto de Houston. Rusk fue nombrado por el congreso mayor general de esa milicia que reprimió la rebelión de Córdova en 1838. En el mismo año, Rusk combatió encabezando a sus milicianos a los indios Kickapoo que auxiliaban a tropas mexicanas derrotándolos. También capturó a indios Caddo y para regresarlos a su territorio de origen invadió el territorio de los Estados Unidos arriesgando un conflicto diplomático con aquel país.  
El 12 de diciembre de 1838, el congreso de Texas eligió a Rusk como el titular de Justicia (Chief Justice en inglés) de la suprema corte de la recién creada república. Prestó sus servicios en ese cargo hasta el 30 de junio de 1840 en que reinició su práctica jurídica personal. Más tarde encabezó la barra de abogados de la república de Texas y junto con James Pinckney Henderson, quien más tarde sería el primer gobernador del estado de Texas creó un despacho de abogados en 1841.
En 1843, Rusk fue nuevamente llamado al servicio militar cuando se le pidió que encabezara a las milicias de Texas para vigilar la permanentemente acosada frontera del sur. Renunció un poco después cuando percibió que Sam Houston obstruía sus planes para sostener una campaña bélica en contra de México. A partir de entonces Rusk enfocó sus esfuerzos en organizar la universidad de Texas en Nacogdoches y se desempeñó como su primer vicepresidente y un poco después, en 1846, como su presidente.

## Estado de Texas
Rusk participó y apoyó el movimiento de anexión  de la república de Texas a los Estados Unidos de América. Actuó junto con Sam Houston para convalidar el proyecto y presidió la convención de 1845 que se reunió para aceptar los términos de la anexión. La primera legislatura del estado de Texas, eligió a Rusk y a Houston al senado de los Estados Unidos en febrero de 1846. En la votación Rusk recibió un mayor número de votos y por tanto le correspondió el periodo más prolongado en el senado. Los dos personajes resolvieron sus diferencias y unieron esfuerzos para resolver el problema de las fronteras sureñas del estado de Texas que reclamaba incoprporar a su territorio el cauce del río Bravo. Rusk apoyó también la iniciativa del presidente James Polk sobre la necesidad de ampliar el territorio de la Unión por la vía bélica. Durante el debate posterior a la guerra de intervención en México sobre los nuevos territorios estadounidenses, Rusk defendió el derecho de Texas al territorio de Nuevo México y exigió compensaciones económicas para Texas por la pérdida de ingresos y de territorio que ocurrió con motivo de los acuerdos territoriales que se aprobaron. 
Apoyó el desarrollo del ferrocarril transcontinental a lo largo del territorio texano y recorrió el estado promoviendo e investigando las posibilidades de la ruta sureña. También apoyó la llamada venta de la Mesilla (Gadsden Purchase) y la ley de Kansas-Nebraska promulgada en los Estados Unidos, en 1854, para la creación de los estados de Nebraska y Kansas, en territorios de la antigua Luisiana francesa. El presidente James Buchanan le ofreció el cargo de jefe de la oficina nacional de correos pero Rusk declinó tal ofrecimiento.
Mientras Rusk asistiá a las sesiones del senado, su esposa murió de tuberculosis el 23 de abril de 1856. Durante las sesiones del senado de marzo de 1857, fue elegido presidente interino de la cámara alta. 
Como resultado de la depresión que le causó la muerte de su mujer y afectado por un tumor en la base del cuello, Rusk se suicidó mediante un disparo de arma de fuego el 29 de julio de 1857. Tenía entonces 53 años de edad.

## Reconocimientos
- El estado de Texas dispuso un monumento en las tumbas de Rusk y de su esposa, Mary, en el cementerio de Oak Grove, Nacogdoches.
- Se creó el condado y la localidad de Rusk en Texas, ambas en honor de Thomas Jefferson.
- Parte de su propiedad fue convertida en el campus de la Universidad Estatal de Stephen F. Austin.